# Metoponrhis karakumensis
Metoponrhis karakumensis är en fjärilsart som beskrevs av Aleksey Maksimovich Gerasimov 1931. Metoponrhis karakumensis ingår i släktet Metoponrhis och familjen nattflyn. Inga underarter finns listade i Catalogue of Life.